# Farrodes maya
Farrodes maya är en dagsländeart som beskrevs av Lucas Domínguez 1999. Farrodes maya ingår i släktet Farrodes och familjen starrdagsländor. Inga underarter finns listade i Catalogue of Life.